# 군집 붕괴 현상

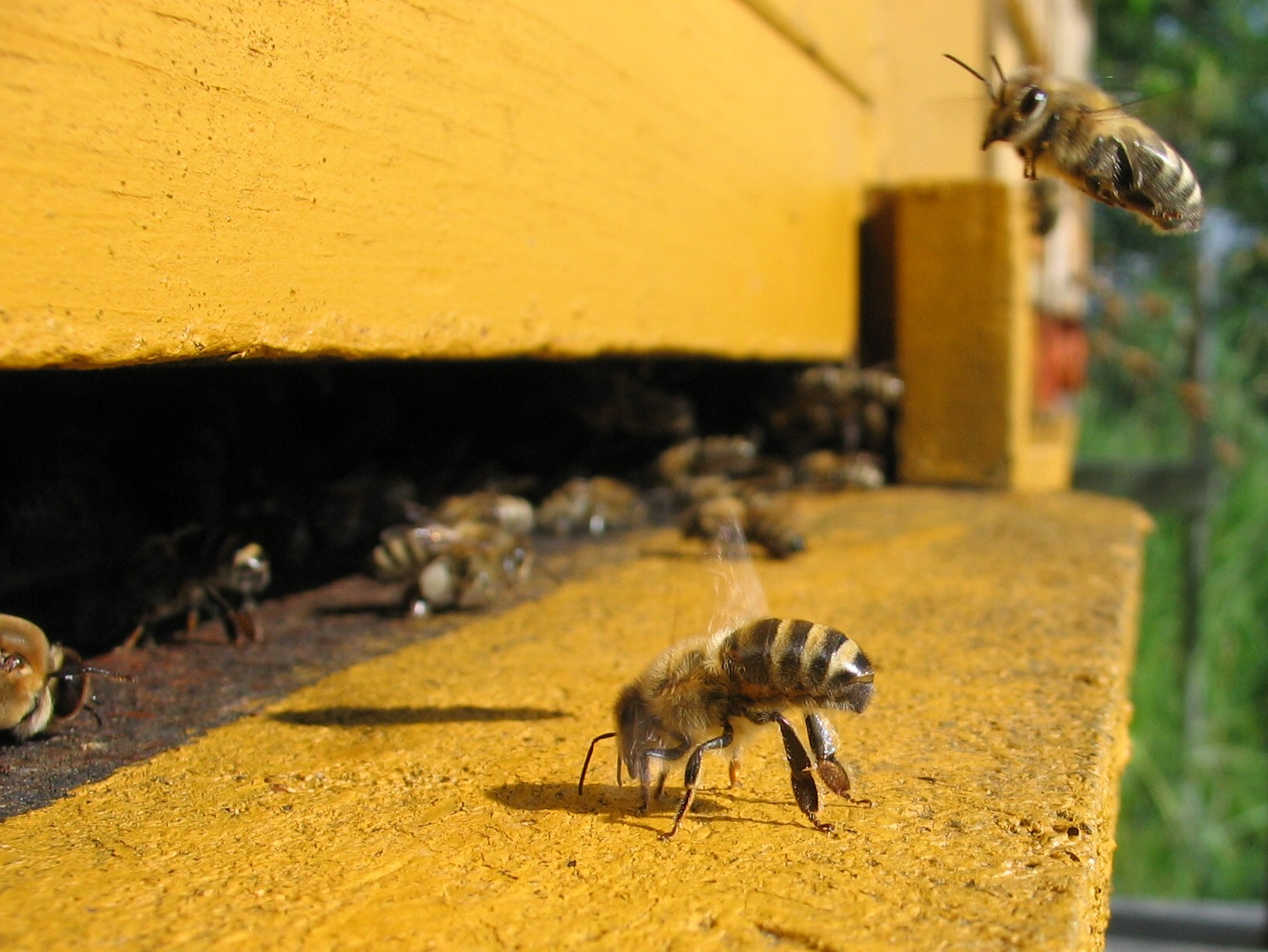
꿀벌들이 벌집으로 들어가는 모습.

봉군붕괴증후군(CCD: Colony Collapse Disorder)은 세계적으로 벌집에서 일벌이 사라지는 현상을 말한다. 이러한 문제의 발생 원인은 휴대폰의 전자파나 신종 바이러스, 기상이변, 벌집꼬마밑빠진벌레나 꿀벌부채명나방 등 양봉해충 등인 것으로 추측되고 있다.
이 현상을 다룬 책으로 2008년에 Rowan Jacobsen의 《Fruitless Fall》이 있다. 한국어 번역본은 《꿀벌없는 세상, 결실없는 가을》로 2009년 노태복 번역으로 에코리브르 사에서 발간하였다.

## 관련 영화
- 해프닝